# Telis arabica
Telis arabica là một loài thực vật có hoa trong họ Đậu. Loài này được (Delile) Kuntze miêu tả khoa học đầu tiên năm 1891.